# Frea sublineatoides
Frea sublineatoides là một loài bọ cánh cứng trong họ Cerambycidae.